# PFC 로코모티프 플로브디프
PFC 로코모티프 플로브디프(불가리아어: ПФК Локомотив Пловдив)는 불가리아 제2의 도시 플로브디프를 연고지로 한 축구 클럽이다.

## 성적
1부 리그:
- 우승 (1): 2003–04
- 준우승 (1): 1972–73
- 3위 (4): 1968–69, 1973–74, 1991–92, 2004–05

불가리아 컵:
- 우승 (2): 2018–19, 2019–20
- 준우승 (4): 1959–60, 1970–71, 1981–82, 2011–12

불가리아 슈퍼컵:
- 우승 (2): 2004, 2020
- 준우승 (2): 2012, 2019

소비에트군 컵:
- 우승 (1): 1983

## 선수 명단

### 현역
참고: FIFA 자격 규정에 따라 소속된 국가대표팀 국기를 표시합니다. 선수는 복수의 FIFA 비회원국 국적을 가지고 있을 수 있습니다.
| 번호 | 포지션 | 국적       | 이름                    |
| ---- | ------ | ---------- | ----------------------- |
| 7    | MF     | 벨라루스   | 블라디미르 메드베드     |
| 14   | FW     |            | 디미타르 일리에프       |
| 39   | MF     | 타지키스탄 | 파르비즈존 우마르바예프 |

| 번호 | 포지션 | 국적     | 이름          |
| ---- | ------ | -------- | ------------- |
| 91   | DF     | 콜롬비아 | 호르헤 세구라 |

## 역대 감독
| 감독            | 임기        |
| --------------- | ----------- |
| 흐리스토 보네프 | 2010 ~ 2011 |